# Giacomo del Duca

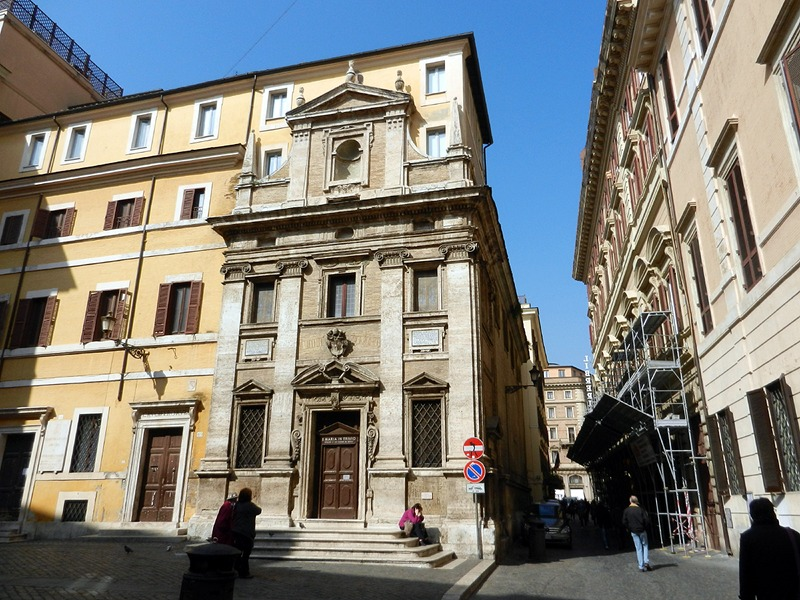
Kyrkan Santa Maria in Trivio i Rom.

Giacomo del Duca, född 1520 i Cefalù, död 1604 i Messina, var en italiensk arkitekt och skulptör. Han är bland annat känd för att ha assisterat Michelangelo vid uppförandet av påve Julius II:s gravmonument samt Porta Pia. Några av hans självständiga verk utgörs av Porta San Giovanni och kyrkan Santa Maria in Trivio.

## Verk i Rom i urval
- Gravmonument över Elena Savelli, San Giovanni in Laterano (1570)
- Kupolen och lanterninen, Santa Maria di Loreto (1573–1576)
- Porta San Giovanni (1574)
- Santa Maria in Trivio (1575)
- Cappella Mattei, Santa Maria in Aracoeli

## Bilder

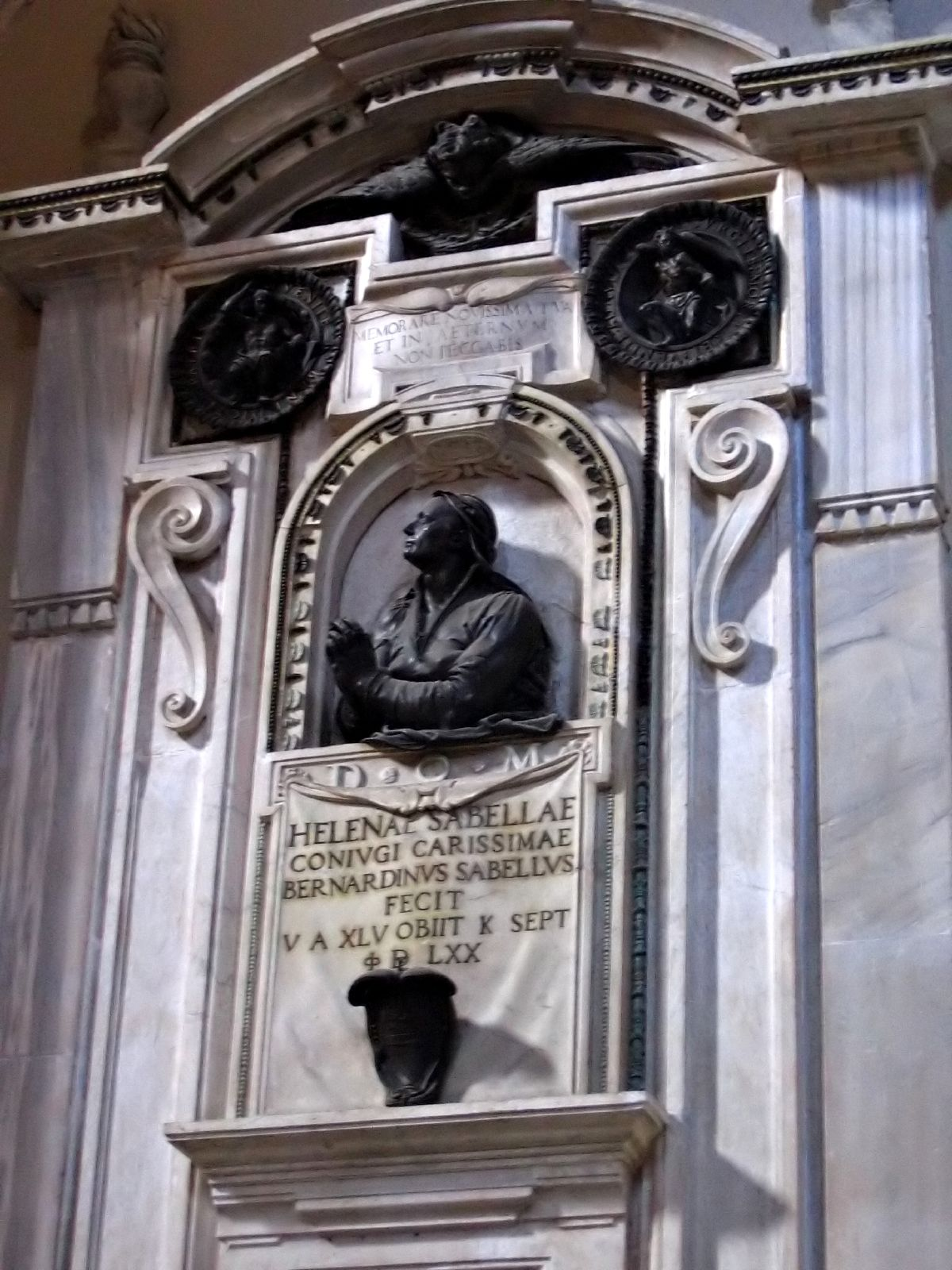
Gravmonument över Elena Savelli.
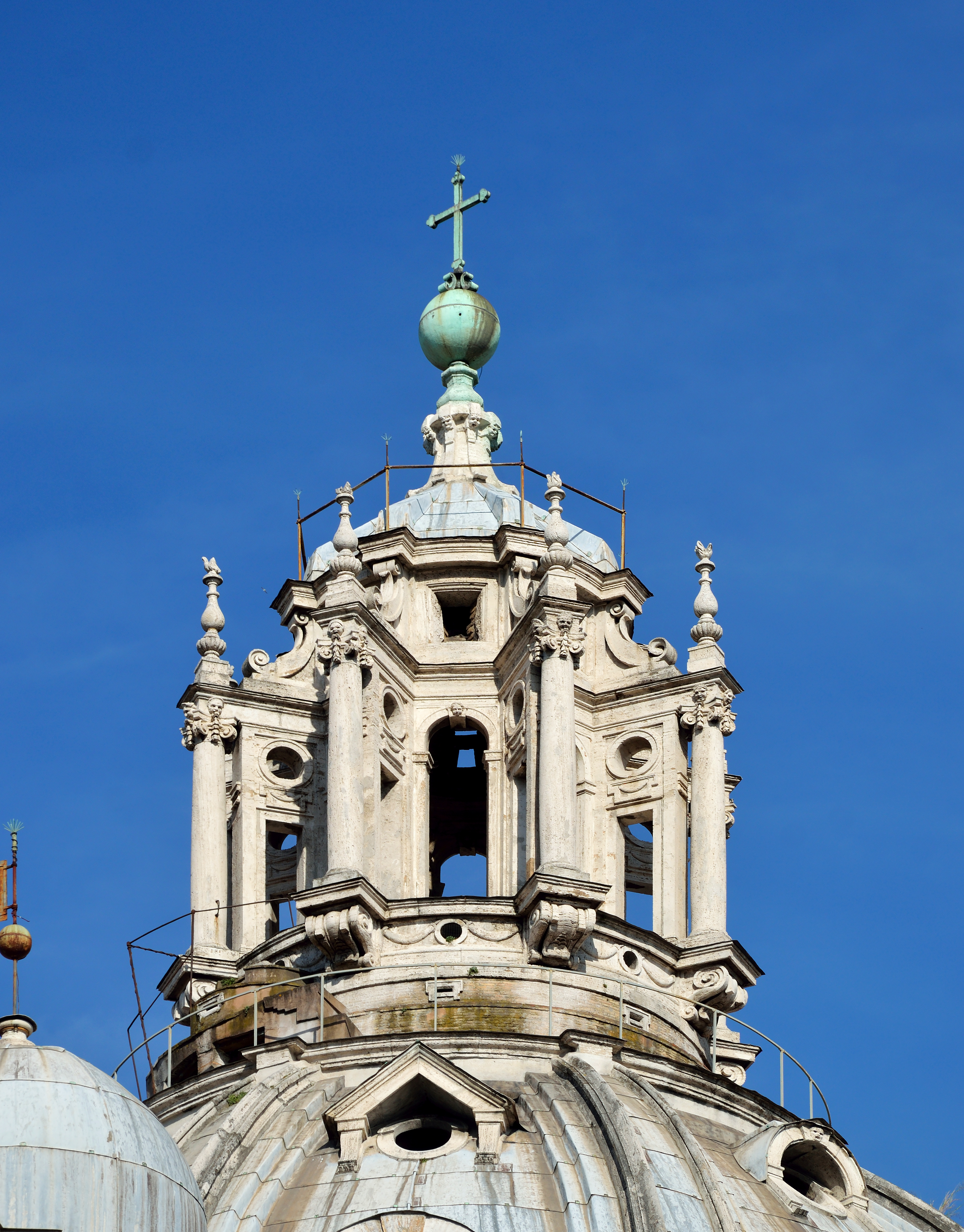
Lanterninen, Santa Maria di Loreto.
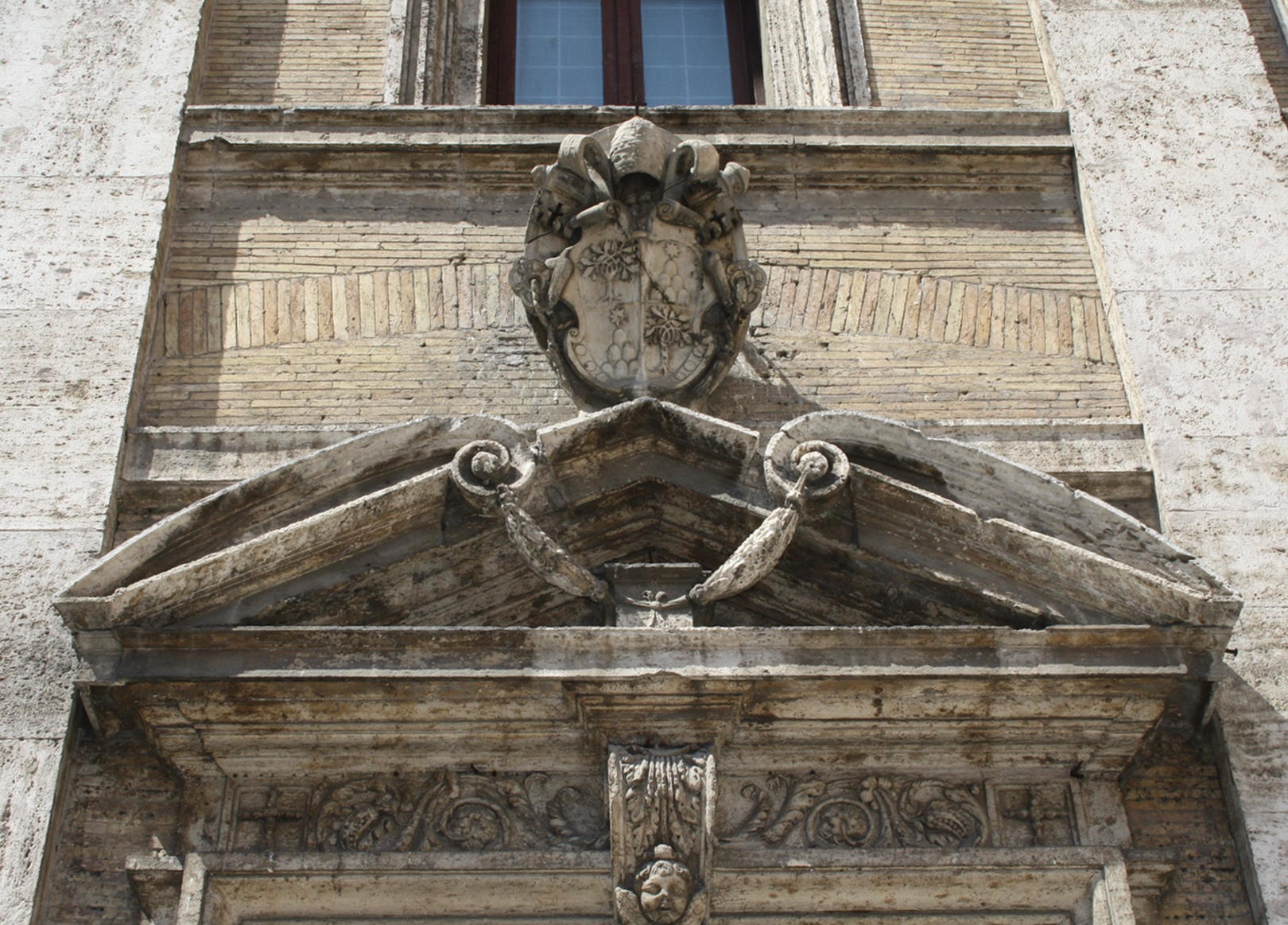
Portalens pediment i fasaden till kyrkan Santa Maria in Trivio.

### Webbkällor
- Benedetti, Sandro (1988). ”DEL DUCA, Giacomo”. Dizionario Biografico degli Italiani – Volume 36. http://www.treccani.it/enciclopedia/giacomo-del-duca_%28Dizionario-Biografico%29/. Läst 2 februari 2016.